# لی هونگلی
لی هونگلی (انگلیسی: Li Hongli؛ زادهٔ ۱۹۸۰-۱۲-۲۶) وزنه‌بردار اهل چین است.
وی در مسابقات کشوری و بین‌المللی در مجموع برندهٔ ۱ مدال طلا، ۲ مدال نقره، ۲ مدال برنز شده‌است.